# Franz Peter Waiblinger
Franz Peter Waiblinger (* 20. Februar 1944 in Ingolstadt; † 27. Oktober 2007) war ein deutscher Altphilologe und Fachdidaktiker.

## Leben
Waiblinger studierte Klassische Philologie und Germanistik und promovierte 1974 in München. 1972 bis 1980 war er Lehrer, dann bis 1982 am Staatsinstitut für Schulpädagogik und Bildungsforschung, 1982–1993 Seminarleiter für Latein am Wittelsbacher-Gymnasium München, schließlich vom Wintersemester 1993/1994 bis 30. September 2005 am Institut für Klassische Philologie der Universität München für Didaktik der Alten Sprachen zuständig. Er arbeitete vorwiegend als Fachdidaktiker und Übersetzer sowie Herausgeber antiker Texte.
Außerdem veröffentlichte er Reiseführer und Hörbücher über Rom, Venedig und Florenz und schrieb Artikel für die Süddeutsche Zeitung.

## Publikationen (Auswahl)

### Bücher
- Seneca: De brevitate vitae / Die Kürze des Lebens. Mit Einleitung, Übersetzung und Anmerkungen herausgegeben. München 1976 (dtv 9111). 9. Aufl. 1998. - Teilweise abgedruckt in: Frankfurter Rundschau vom 31. Dezember 1988.
- Senecas Naturales Quaestiones. Griechische Wissenschaft und römische Form. München (Beck) 1977 (Zetemata 70).
- Historia Apollonii regis Tyri / Die Geschichte vom König Apollonius. Übersetzt und eingeleitet. München 1978 (dtv 9141). Neuausgabe München 1994 (dtv 9324).
- Cicero: Epistulae / Leben und Politik in Briefen. Auswahl und Redaktion. München 1980 (dtv 9162).
- Ovid: Metamorphosen / Verwandlungen. Auswahl und verbindende Zwischentexte. München 1982 (dtv 9180). 9. Aufl. 1999.
- Kleines Lexikon zur römischen Welt. Zusammen mit Rainer Nickel. Bamberg (Buchner) 1985. 3. Aufl. 1997.
- Reise Textbuch Rom. Ein literarischer Begleiter auf den Wegen durch die Stadt. München 1986 (dtv 3900). 3. Aufl. 1988.
- Reise Textbuch Venedig. Ein literarischer Begleiter auf den Wegen und Kanälen durch die Stadt. München 1988 (dtv 3906). 2. Aufl. 1989.
- Prima lectio / Erste lateinische Lesestücke. Auswahl und Übersetzung. München 1989 (dtv 9262). 6. Aufl. 2000.
- Gesta Romanorum / Römergeschichten aus dem Mittelalter. Ausgewählt, übersetzt und herausgegeben. München 1992 (dtv 9297).
- Albert von Schirnding - Bibliographie 1951-1995. Ebenhausen (in Kommission bei Langewiesche-Brandt) 1995.
- Hyginus: Fabulae / Antike Sagen. Ausgewählt und übersetzt. München (dtv 9350) 1996.
- Rom. Ein literarischer Führer. Erweiterte Neuausgabe. Darmstadt (Wissenschaftliche Buchgesellschaft) 2000.
- Roma Caput Mundi / Rom Hauptstadt der Welt. Lateinische Texte in der Stadt und über die Stadt. Herausgegeben und übersetzt. München 2000 (dtv zweisprachig).

### Aufsätze, Beiträge in Zeitungen, Zeitschriften und Büchern
- Goethe und Seneca. Zur Rezeption der "Naturales Quaestiones". In: Andreas Patzer (Hrsg.): Apophoreta für Uvo Hölscher zum 60. Geburtstag. Bonn 1975. S. 188–205.
- Zitierte Kritik. Zu den Goethe-Zitaten in Ulrich Plenzdorfs "Die neuen Leiden des jungen W." Poetica 8, 1976, 1, S. 71–88.
- Latein - Erste Fremdsprache. Ein Plädoyer - zur Diskussion gestellt. In: Süddeutsche Zeitung (SZ) vom 5./6. Januar 1980.
- Alte Sprachen und Deutschunterricht. In: J. Gruber/F. Maier (Hrsg.), Fachdidaktisches Studium in der Lehrerbildung. Alte Sprachen 2. München 1982. S. 110–118.
- Die Interpretationsaufgabe in der Abiturprüfung Latein. Anregung 28, 1982, S. 46–49.
- Die unwiderstehliche Vernunft. In der Bildungsdiskussion: zurück oder vorwärts zu Humboldt. In: SZ vom 24./25. April 1982. Abgedruckt im Mitteilungsblatt des Deutschen Altphilologenverbandes, 25. Jg. Nr. 4, Dezember 1982.
- Das Wasser von Rom. In: SZ vom 28. August 1982.
- Die Lernsituation im Unterricht/"Lernen lernen" im Fach Latein. In: Handreichungen für den Unterricht in der Jahrgangsstufe 5 des Gymnasiums. Hrsg. vom Staatsinstitut für Schulpädagogik. München 1983.
- zusammen mit E. Rieger: Empfehlungen für sinnvolle Hausaufgaben in den alten Sprachen. In: Handreichungen Hausaufgaben in Unter- und Mittelstufe des Gymnasiums. Donauwörth 1983.
- Rede und Recht. Projektliste mit Erläuterungen und Materialien zum Ausbildungsabschnitt 12/2 des LK Latein. In: Handreichungen für den Lateinunterricht in der Kursphase der Oberstufe, Leistungskurs. Hrsg. vom Staatsinstitut für Schulpädagogik und Bildungsforschung. Donauwörth 1984. S. 144–202.
- Die Verwandtschaft der Seele mit der Musik. Erster Musikunterricht - oder Variationen über ein Thema von Aristoteles. In: SZ vom 8./9. Dezember 1984.
- Casanova und die Liebe zum Lateinischen. In: Anregung 3, 1986, S. 173–175.
- Literatur in der Schule. Versuche der Interpretation II. Das Gastmahl des Trimalchio. In: SZ vom 26./27. Juli 1986.
- "Nie wieder ganz unglücklich ..." - Notizen zu einer Klassenfahrt nach Rom. In: SZ vom 3./4. Dezember 1988.
- Zur Einführung in das Lesen lateinischer Verse. In: Anregung 37, 1991, S. 379–386.
- Latein für Europa. Von der Aktualität einer großen Tradition. In: SZ vom 25./26. April 1992. Wieder abgedruckt in:

1. Kontaktbrief 1992 des Staatsinstituts für Schulpädagogik und Bildungsforschung. Abt. Gymnasium, Referat Latein;
2. Jahresbericht 1991/92 des Kaiser-Heinrich-Gymnasiums Bamberg, S. 81–84;
3. Akademiebericht "Symposium Latein 2000", Akademie für Lehrerfortbildung, Dillingen 1993;
4. Tradition mit Zukunft: Die alten Sprachen. Elisabeth J. Saal-Stiftung, München 1992; (5) Euro-Internatsberatung. Fachbuch 1993.

- Asyl der ganzen Welt. Von Ausländern, Fremden und Flüchtlingen im alten Rom. In: SZ vom 13./14. Februar 1993.
- Neue Wege der Wortkundearbeit. In: Anregung 39, 1993, S. 239–242.
- Die Stunde mehr. Ein Plädoyer im Zorn. In: SZ vom 11./12. Dezember 1993. In: Gymnasium in Niedersachsen, 42. Jg., März 1994, S. 6.
- Alte Sprachen und neue Medien. In: Forum Classicum 2/97, S. 71–82.
- Überlegungen zum Konzept des lateinischen Sprachunterrichts. In: Forum Classicum 1/98, S. 9–19.
- Welche Aufgaben hat die Didaktik der Alten Sprachen? In: A. Gleißner (Hrsg.): Bildung für morgen. Zukunftsorientierte Fachdidaktik. Dokumentation des fachdidaktischen Dies academicus am 3. Dezember 1996. München 1998. S. 67–70.

### Übersetzungen
Aus dem Englischen:
- Lewis White Beck: Kritische Bemerkungen zur vermeintlichen Apriorität der Geschmacksurteile. In: bewußt sein. Gerhard Funke zu eigen. Bonn (Bouvier) 1975. S. 369–372.

Aus dem Lateinischen:
- J. Balde: Ode zur Einweihung der Mariensäule in München 1638. In: A. v. Schirnding (Hrsg.), Reise Textbuch München. München 1988 (dtv). S. 25–27.
- Comenius: De humanitate (aus: Orbis sensualium pictus). In: Der kleine Bruder.
- K. Wachinger: Literarischer Kalender 1989. Ebenhausen 1988.
- Seneca: Ep. 1. Vom Wert der Zeit. In: SZ vom 5./6. August 1989.
- Seneca: Ep. 28. Vergebliches Reisen. In: SZ vom 8./9. Juni 1991.
- Verschiedene Texte in: Reise Textbuch Rom (s. o.), Reise Textbuch Venedig (s. o.), Rom. Ein literarischer Führer (s. o.)

Aus dem Italienischen:
- Verschiedene Texte in: Reise Textbuch Rom (s. o.), Reise Textbuch Venedig (s. o.), Rom. Ein literarischer Führer (s. o.)

### Rezensionen
- Cicero: Erste Rede gegen Catilina. Hrsg. von G. Jäger. In: Die Alten Sprachen im Unterricht 28, 1/1981.
- Freya Stephan-Kühn: Viel Spaß mit den Römern. In: SZ vom 6. Oktober 1982.
- H. M. Hine: An edition with commentary of Seneca, Naturel Questions, Book two. In: Gnomon 1984, S. 459–461.
- Alfred Stückelberger: Vestigia Democritea. In: Mitteilungsblatt des Deutschen Altphilologenverbandes 1, 1985.
- J. Novak: Cantica latina. In: SZ vom 9./10. November 1985.
- Ventura/Ceserani: Kreta. Wohnsitz der Götter. SZ vom 5./6. Juli 1986.
- Klaus Westphalen: Professor Unrat. In: Mitteilungsblatt des Deutschen Altphilologenverbandes 4, 1986. S. 104.
- Heinrich Pleticha (Hrsg.): dtv junior Literatur Lexikon. In: SZ vom 21./22. Februar 1987.
- Marcus Junkelmann: Die Legionen des Augustus. In: SZ vom 4./5. April 1987.
- Hans Dieter Stöver: Drei Tage Rom. In: SZ vom 20./21. August 1988.
- Werner Müller: Architekten in der Welt der Antike. In: SZ vom 25. August 1989.
- Peter Burke: Küchenlatein. In: SZ vom 10. Oktober 1989.
- Reinhart Herzog, Peter Lebrecht Schmidt (Hrsg.): Restauration und Erneuerung. Handbuch der lateinischen Literatur der Antike. Band 5. In: SZ vom 9. März 1990. Leicht verändert in: DASIU 2, 1990, S. 26f.
- C. Estin/H. Laporte: Die Welt der Sagen, Götter und Helden der Antike. In: SZ vom 4. April 1990.
- W. Ekschmitt: Weltmodelle. Griechische Weltbilder von Thales bis Ptolemäus. In: SZ vom 18. Mai 1990.
- Cäsar: Bellum Gallicum. Latein und Deutsch hrsg. von O. Schönberger. In: SZ vom 1./2. September 1990.
- Karl-Wilhelm Weeber: Smog über Attika. In: SZ vom 5. Dezember 1990.
- E. Simon: Die Götter der Römer. In: SZ vom 19./20. Januar 1991.
- A. Borst: Computus. In: SZ vom 1. März 1991.
- G. Fink: Schimpf und Schande. In: SZ vom 21. März 1991.
- K. Bayer: Das Angebot der Antike. In: DASIU 2, 1991.
- Dimiter Inkiow: Die Taten des Herakles. In: SZ vom 13./14. Juli 1991.
- A. Giardina (Hrsg.): Der Mensch der römischen Antike. In: SZ vom 20. September 1991.
- C. Neumeister: Das antike Rom. In: SZ vom 12. November 1991.
- A. von Schirnding: Maske und Mythos. In: SZ vom 23./24. November 1991.
- Karl-Wilhelm Weeber: Die unheiligen Spiele. In: SZ vom 13. Dezember 1991.
- M. Bettini: Familie und Verwandtschaft im antiken Rom. In: SZ vom 14. August 1992.
- J. A. Comenius: Große Didaktik. In: SZ vom 3. September 1992.
- F. Bünzli: Die Abenteuer des Odysseus. In: SZ vom 3. Dezember 1992.
- F. Maier: Stichwörter der europäischen Kultur. In: DASIU 4/92, S. 21.
- G. Simon: Der Blick, das Sein und die Erscheinung in der antiken Optik. In: SZ vom 29. Januar 1993. Abgedruckt in: Der Merkurstab 3/1993.
- H. Blanck: Das Buch in der Antike. In: SZ vom 3./4. März 1993.
- M. Fuhrmann: Rom in der Spätantike. Porträt einer Epoche. In: SZ vom 15. April 1994.
- Karl-Wilhelm Weeber: Alltag im Alten Rom. Ein Lexikon. In: SZ vom 16./17. September 1995.
- G. Trease: Nachricht an Hadrian. In: SZ vom 30./31. Dezember 1995
- Karl-Wilhelm. Hrsg. von M. C. Howatson. In: SZ vom 28./29. September 1996
- University of California, Irvine (Hrsg.): Thesaurus Linguae Graecae (CD ROM). In: SZ vom 25./26. Januar 1997
- Packard Humanities Institute (Hrsg.): Latin Texts. Bible versions (CD ROM). In: SZ vom 25./26. Januar 1997
- Ulrich Sinn: Olympia. Kult, Sport und Fest in der Antike. In: SZ vom 18./19. Oktober 1997
- Kai Brodersen: Die Sieben Weltwunder. Legendäre Kunst- und Bauwerke der Antike. In: SZ vom 18./19. Oktober 1997
- Carl-Friedrich Geyer: Mythos. Formen, Beispiele, Deutungen. In: SZ vom 18./19. Oktober 1997
- Alte Welt auf CD ROM. Kulturen der Antike. Forum Classicum 1/97, 42–43. In leicht veränderter Fassung: Kulturen der Antike (Rezension einer CD-ROM für "Einsteiger"). In: Akademie für Lehrerfortbildung Dillingen (Hrsg.): Multimedia und Internet. Computergestütztes Fremdsprachenlernen (Akademiebericht 304). Dillingen 1997. S. 2242–243.
- Marion Giebel: Seneca. Rowohlts Monographien. In: SZ vom 16./17. Mai 1998.
- Martial: Epigramme. Aus dem Lateinischen übertragen und herausgegeben von Walter Hofmann. In: SZ vom 14./15./16. August 1998.
- Marion Giebel: Reisen in der Antike. In: SZ vom 9. Juli 1999.
- Manfred Fuhrmann: Geschichte der römischen Literatur. In: SZ vom 20./21. November 1999.